# Barragem da Valeira
A Barragem da Valeira, ou Barragem de Valeira, foi construída sobre o rio Douro imediatamente a jusante da curva que se segue à garganta excepcionalmente apertada do rio conhecida por Cachão da Valeira, cerca de 6 km a montante da foz do rio Tua e a cerca de 9 km da vila de São João da Pesqueira, do distrito da Viseu. 
A sua barragem cria uma albufeira que se estende por 36 km e que, à cota de retenção máxima (105,00 m), tem uma capacidade total de 81.000.000 m³. Em exploração normal apenas são utilizados 12.000.000 m³ correspondentes à retenção entre as cotas 105,00 m e 103,50 m. Este empreendimento foi o terceiro a entrar em serviço no Douro Nacional, em 1975. 
A Central Hidroeletrica da Valeira tem uma potência instalada de 240 MW e produz em média 801 GW h / ano. É constituído por um bloco de construção, junto da margem direita, que inclui a central, uma Barragem-Descarregador, situada sensivelmente a meio do vale, separada daquela pelo muro Barragem-Central, onde se encontra instalada uma eclusa de peixes do tipo Borland e uma eclusa de navegação, na continuidade da barragem, junto do encontro da margem esquerda e ainda uma subestação localizada na margem direita a jusante da barragem. 
A barragem é de betão, do tipo gravidade aligeirada por meio de uma grande galeria na base, estando a crista e o paramento de jusante adaptados à soleira descarregadora dividida em 5 portadas, equipadas com comportas segmento e que no seu conjunto permitem uma vazão máxima de 18.000 m³/s. Uma destas comportas está equipada com um volet com a capacidade de 70 m³/s. No muro Barragem-Central está implantada uma Descarga Auxiliar de Meio Fundo, com capacidade máxima de 280 m³/s. A Central, com uma nave principal de dimensões 78x19,2x30,3 m, está equipada com 3 Grupos Geradores, alimentados por Circuitos Hidráulicos independentes e constituídos por turbinas Kaplan de 83.656 kW, acopladas a alternadores trifásicos de 80 MVA. 
A Subestação de Transformação, estabelecida numa plataforma contígua à Central, está equipada com 3 transformadores trifásicos de 80 MVA, de razão de transformação 10/240 kV, dispostos em celas separadas por paredes de betão e com três linhas de saída para ligação à Rede Eléctrica Nacional (REN), uma delas através do Parque de Linhas do Aproveitamento de Picote.